# Contea di Sutter
La contea di Sutter (in inglese Sutter County) è una contea della California, negli Stati Uniti, che si trova nella Central Valley a nord di Sacramento. Nel 2014 aveva una popolazione di 95 847 abitanti. Il capoluogo è Yuba City.

## Geografia
La contea si trova nel centro-nord dello Stato. La contea si colloca nella valle del Sacramento e nella parte settentrionale si trovano i Butte di Sutter, unico rilievo presente nella valle e nella contea. Il confine ovest è dato dal fiume Sacramento, mentre il confine est dal fiume Feather. all'interno della contea ci sono diversi canali che prevengono l'esondazione dei fiumi.

### Contee confinanti
- Contea di Butte - nord
- Contea di Yuba - nord-est
- Contea di Placer - sud-est
- Contea di Sacramento - sud
- Contea di Yolo - sud-ovest
- Contea di Colusa - ovest

## Storia
All'inizio del XIX secolo l'area era abitata da nativi Maidu. La contea è una delle 27 originarie della California e fu creata nel 1850. Deve il suo nome al generale John Augustus Sutter, un proprietario terriero svizzero che fondò la città di Sacramento.

## Comuni[7]

### Cities
- Live Oak
- Yuba City (capoluogo)

### Census-designated places
- East Nicolaus
- Meridian
- Nicolaus
- Rio Oso
- Robbins
- Sutter
- Trowbridge